# أنتريه

الشعار

نظام البحث أنتريه للاستعلام العمومي عبر قاعدة بيانات (بالإنجليزية: Entrez Global Query Cross-Database Search System)‏ ومختصره أنتريه (بالفرنسية: Entrez)‏ (من فعل الأمر باللغة الفرنسية بمعنى ادخل أو ادخلوا) هو محرك بحث اتحادي أو بوابة ويب تسمح للمستخدمين للبحث في الكثير من قواعد بيانات العلوم الصحية المتفردة في موقع المركز الوطني لمعلومات التكنولوجيا الحيوية (NCBI). إن المركز الوطني لمعلومات التكنولوجيا الحيوية هو جزء من المكتبة الوطنية لعلم الطب (NLM) وهذه المكتبة أصلا قسم يتبع معاهد الصحة الوطنية الأمريكية (NIH) وهذه بالتالي قسم في وزارة الصحة والخدمات البشرية في الولايات المتحدة.

## روابط خارجية
- نموذج محرك البحث أنتريه
- مساعدة أنتريه